# Friedrich Eckarth
Friedrich Eckarth (* 30. August 1687 in Herwigsdorf bei Zittau; † 30. April 1736 ebenda) war ein deutscher Landwirt und Chronist.

## Leben
Friedrich Eckarth war ein Sohn des Gärtners (Kleinbauers) und Leinwebers Michael Eckarth, der zunächst in Scheibe lebte und dann nach Herwigsdorf ins Oberdorf kam. Durch seinen Vater und den Besuch der Dorfschule lernte Friedrich Eckarth das Lesen und Schreiben. Neben seiner landwirtschaftlichen Arbeit las er eine große Anzahl historischer und theologischer Bücher und führte Kollektaneen darüber. Das so gesammelte Wissen bildete die Grundlage für seine eigenen Schriften.
Eckarth heiratete 1711 Susanna, Tochter des Richters Christoph Böhmer aus Schlegel, mit der er den späteren Chronisten Gotthelf Traugott Eckarth und zwei Töchter bekam, die jedoch früh verstarben. Nach dem Tod seiner Frau im Kindbett ehelichte er 1722 die Witwe Anna Sabina, geb. Seyffarth. Aus dieser Ehe gingen zwei weitere Söhne, Gottlieb und Gottlob Eckarth, hervor. Letzterer wirkte ebenfalls als Chronist und war von Beruf Weber.
Friedrich Eckarth ist insbesondere der Begründer des sogenannten Historischen Tagebuchs, das er in den Jahren 1731 bis 1735 führte und das von seinem ältesten Sohn Gotthelf Traugott Eckarth weitergeführt wurde. Es fand seine Fortsetzung im Eckardtischen Tagebuch (1770 bis 1791) von Gottlob Eckarth. Friedrich Eckarth verfasste auch mehrere Ortschroniken, Sammlungen humoristischer Geschichten und einige Lieder.
Friedrich Eckarth arbeitete bis zuletzt als Gärtner bzw. Kleinbauer in seinem Geburtsort Herwigsdorf. Er starb am 30. April 1736 vermutlich ebenda im Alter von 48 Jahren an einer Lungenerkrankung („Lungensucht“) und wurde am 3. Mai beerdigt. Seine Biographie ist durch eine Schrift seines Sohnes Gotthelf Traugott erhalten.

## Werke (Auswahl)
- Der Lasterhaffte Geitzige, Oder Historischer Geitz-Spiegel. 1717.
- Historisches Tagebuch. 1731–1735.
- Ortschroniken:
  - Chronica Oder Historische Beschreibung Derer Zwey nächst an Zittau anstossenden Dörffer Eckersberg Und Olbersdorff. 1732 (Digitalisat; Digitaltext auf Wikisource).
  - Chronica Oder Historische Beschreibung Des ohnweit Zittau liegenden Dörffleins Pethau. 1733 (Digitalisat; Digitaltext auf Wikisource).
  - Chronica oder Historische Beschreibung Des ohnweit Zittau liegenden Dorffs Klein Schönau. 1733 (Digitalisat; Digitaltext auf Wikisource).
  - Chronica, Oder Historische Beschreibung Des Dorffs Hartau bey Zittau. 1734 (Digitalisat; Digitaltext auf Wikisource).
  - Chronica Oder Historische Beschreibung Des Dorffes Herwigsdorff. 1736, 1737 (Digitalisat; Digitaltext auf Wikisource).
- Der Historische Nutzbringer Und Lust-Erwecker. 1735.